# 圣斯蒂芬绿地站
圣斯蒂芬绿地站（英語：St Stephen's Green）是一個位於愛爾蘭都柏林的都柏林轻轨站，在2004年通車，車站位於圣斯蒂芬绿地西邊。在綠線延伸工程完工前，此站為綠線北行方向終點站。